# Kadamba Simmons
Kadamba Simmons (* 7. Mai 1974 in London-Hammersmith; † 14. Juni 1998 in London-Islington) war eine britische Schauspielerin und ein Model.

## Leben
Simmons wurde als It-Girl bekannt und war eine ehemalige Freundin von Matt Goss, Nellee Hooper, Liam Gallagher und Naseem Hamed. Neben Modelaufträgen u. a. für Shampoo-Werbungen erhielt sie zunächst kleine Nebenrollen in Low-Budget-Filmen. Es folgte eine Nebenrolle in der Hollywood-Produktion Mary Reilly mit Julia Roberts. Eine größere Rolle hatte sie im Spielfilm The Wonderland Experience.
Am 14. Juni 1998 wurde Kademba Simmons in London von ihrem Freund Yaniv Malka ermordet, der dafür zu lebenslanger Haft verurteilt wurde. Die Filme It's Different for Girls, Cash in Hand und The Wonderland Experience wurden nach ihrem Tod veröffentlicht.

## Filmografie
- 1995: Grim
- 1996: Mary Reilly
- 1997: Breeders
- 1998: Cash in Hand
- 1998: It’s Different for Girls
- 2002: The Wonderland Experience